# Ilse Thiele

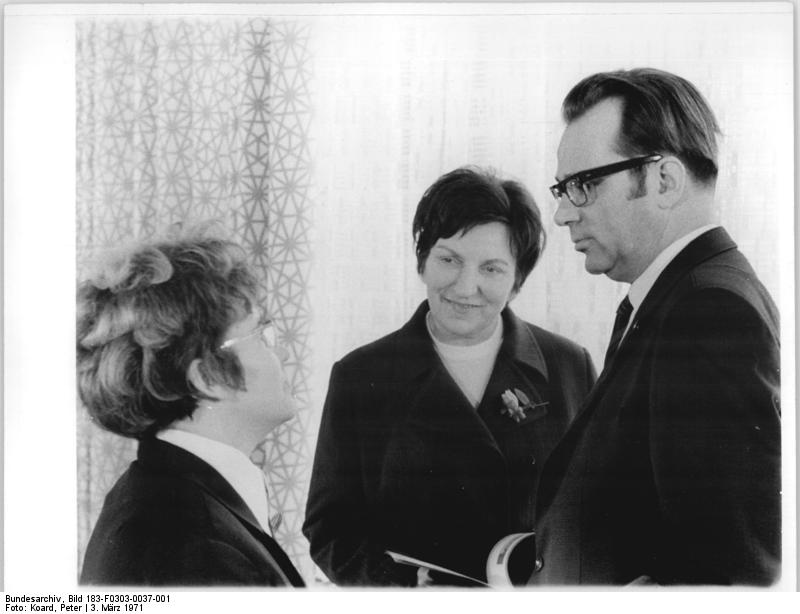
Ilse Thiele (midden)

Ilse Thiele-Neukrantz (Berlijn, 4 november 1920 - aldaar, 10 januari 2010) was een Oost-Duits politica.
De vader van Ilse Thiele was arbeider en haar moeder een huishoudster. Haar broer, Heinz Neukrantz, was een functionaris van de Oost-Duitse vakbond FDGB. Ze volgde een middelbareschoolopleiding en was daarna werkzaam als stenografe. Van 1937 tot 1945 werkte ze voor het Deutsche Arbeitsfront.
Na de Tweede Wereldoorlog sloot Thiele zich in 1945 aan bij de Kommunistische Partei Deutschlands (KPD) en in 1946 bij de Oost-Duitse Sozialistische Einheitspartei Deutschlands (SED). Van 1946 tot 1948 was ze lid van het Antifascistische Vrouwencomité en daarna van de Demokratischer Frauenbund Deutschlands (DFD). Van 1946 tot 1952 was ze lid van Kringleiding van de SED Berlijn-Lichtenberg. Van 1948 tot 1952 was Thiele lid van de gemeenteraad van Berlijn-Lichtenberg.
In 1951 volgde Thiele's bevordering tot eerste secretaris van de DFD districtsleiding van Berlijn, daarna maakte ze snel carrière binnen de officiële Oost-Duitse vrouwenbond. In 1953 werd ze vicevoorzitter van de DFD en nog in datzelfde jaar voorzitter van de DFD. Deze laatste functie zou tot de val van de Berlijnse Muur in november 1989 blijven bekleden. Van 1954 tot 1989 was ze tevens lid van het Centraal Comité van de SED en van 1960 tot 1989 lid van de vrouwencommissie van het Politbureau van de SED. Volwaardig lidmaatschap van het Politbureau zou zij nooit verwerven.
Van 1971 tot 1990 was Ilse Thiele lid van de Staatsraad van de DDR. 
In 1965 werd ze onderscheiden met de Vaderlandse Verdienstenorde en in 1985 met de Karl Marx Orde.
- Gemeinsame Normdatei: 1062439961
- International Standard Name Identifier: 0000 0004 1032 1190
- Library of Congress Control Number: no2006034188
- Virtual International Authority File: 59527498